# Tony Denman
Pour les articles homonymes, voir Denman.
Tony Denman est un acteur américain né le 22 octobre 1979 au Minnesota (États-Unis).

## Filmographie
- 1994 : Little Big League de Andrew Scheinman : Phil
- 1995 : Angus : Kid
- 1996 : Fargo : Scotty Lundegaard
- 1999 : Go : Track Suit Guy
- 1999 : Good Versus Evil ("G vs E") (série TV) : Ben Smythe
- 2000 : Blast : Corn
- 2000 : Poor White Trash : Michael Bronco
- 2001 : Wolf Girl (TV) : Cory
- 2002 : Sorority Boys : Jimmy
- 2002 : Dead Above Ground : Bobby 'Monster' Mooley
- 2003 : Sexe, Lycée et Vidéo (After School Special) : Fred
- 2003 : Drôle de campus (National Lampoon Presents Dorm Daze) : Newmar
- 2006 : Dorm Daze 2 : Newmar